# آرانی، بولیوی
آرانی (به اسپانیایی: Arani) یک شهر در بولیوی است که در شهرداری آرانی واقع شده‌است. آرانی ۳٬۵۱۲ نفر جمعیت دارد و ۲٬۸۶۵ متر بالاتر از سطح دریا واقع شده‌است.